# تل جزيرة (لبنان)

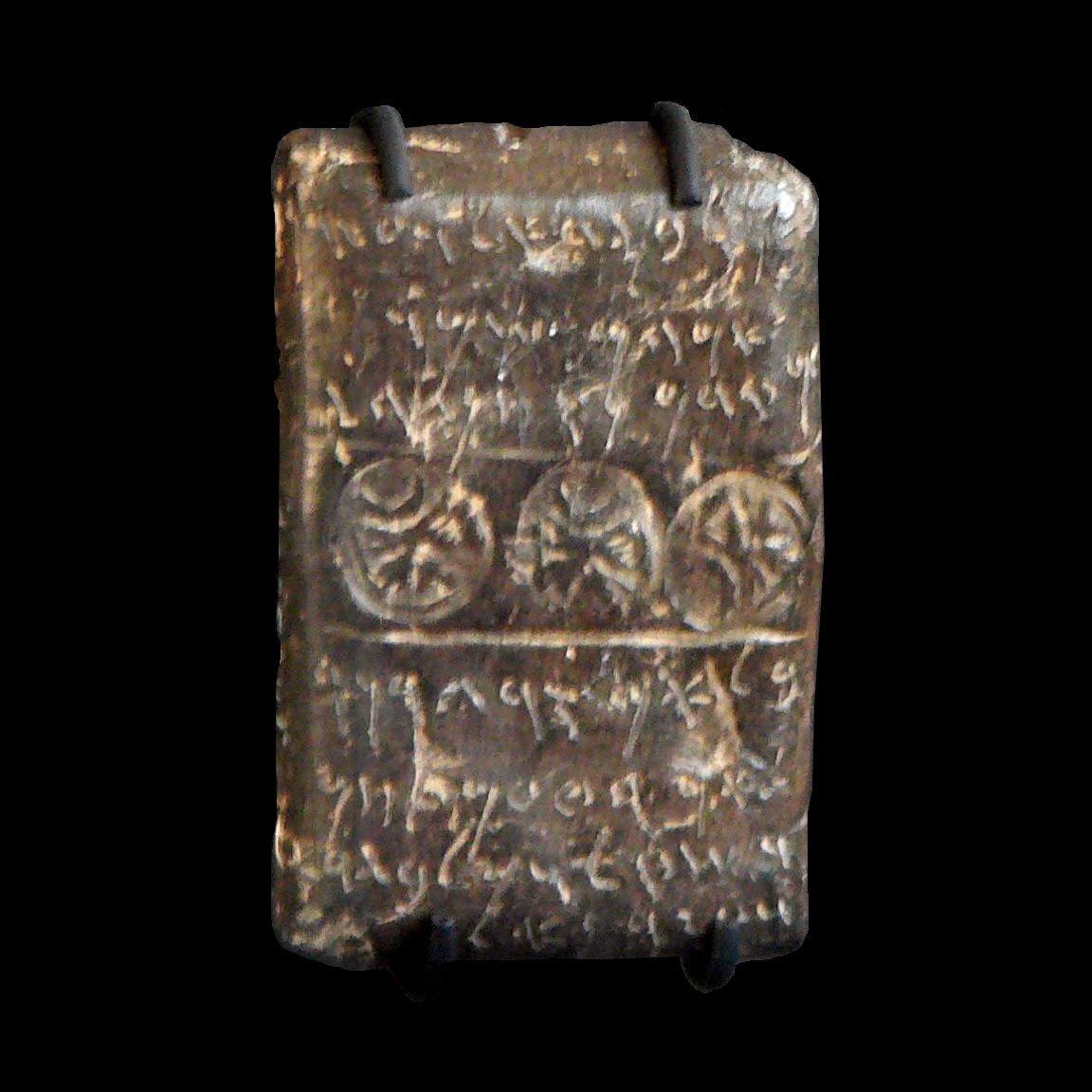
لوحة تحوي كتابة منقوشة وجدت في تل الجزيرة

تل جزيرة (بالإنجليزية: Tell Jezireh)‏ هو موقع أثري يبعد 6 كم جنوب غرب تل بر إلياس في محافظة البقاع. ومنطقة البقاع في لبنان منطقة مليئة بعشرات المواقع الأثرية الأركيولوجية التّلية المكتشفة،  التي تعود إلى العصور الغابرة من العصر الحجري والعصر البرونزي وبداية استقرار المجموعات البشرية وممارسة النشاط الزراعي في منطقة الهلال الخصيب.
ويعود تاريخ موقع تل الجزيرة على الأقل إلى العصر البرونزي.

## الحفريات
يعود تاريخ التل إلى العصر البرونزي، وقد بدأت أول حفريات تنقيبية في الموقع سنة 1927, ثم عاودت الحفريات الأركيولوجية سنة 1966.
قام بهذه الحفريات متخصصون في علم الآثار والكرونولوجيا الزمنية، هؤلاء المتخصصون: الأثريون	ر. دوسو، ج. كينغ، لورين كوبلاند، بيتر ج.ويسكومب. (بالحروف البالحروف اللاتينية: (R. Dussaud,
J. King, Lorraine Copeland, Peter J. Wescombe)